# Igrejinha
Igrejinha – miasto w Brazylii, w stanie Rio Grande do Sul.
Liczba mieszkańców w 2007 r. wynosiła 31 389.